# Ал Бано и Ромина Пауър
Ал Бано и Ромина Пауър (на английски: Al Bano and Romina Power) са италиански поп музикален състав, който е формиран през 1975 г. от брачната двойка Албано Каризи (Ал Бано) и Ромина Пауър. Постигат силен успех в Италия и континентална Европа в 80-те и началото на 90-те години. Едни от най-слушаните им хитове са Felicità, Sharazan, Tu, soltanto tu (Mi hai fatto innamorare), Ci sarà, Sempre sempre и Libertà!. Дуетът записва предимно песни на италиански език, но прави и испански и френски записи. Те участват два пъти в Евровизия, където имат умерени резултати, и изпълняват пет пъти на Фестивала в Сан Ремо, където стават победители през 1984 г. с песента Ci sarà. Двойката заснема седем филма, базирани на техни песни, в периода 1967 – 1984 г. Двамата се развеждат и прекъсват всякакви контакти през 1999 г., но през 2013 г. отново подновяват съвместната си творческа дейност.
|  | Тази страница частично или изцяло представлява превод на страницата Al Bano and Romina Power в Уикипедия на английски. Оригиналният текст, както и този превод, са защитени от Лиценза „Криейтив Комънс – Признание – Споделяне на споделеното“, а за съдържание, създадено преди юни 2009 година – от Лиценза за свободна документация на ГНУ. Прегледайте историята на редакциите на оригиналната страница, както и на преводната страница, за да видите списъка на съавторите. ВАЖНО: Този шаблон се отнася единствено до авторските права върху съдържанието на статията. Добавянето му не отменя изискването да се посочват конкретни източници на твърденията, които да бъдат благонадеждни. |